# Turismo de reuniones, incentivos, congresos y exposiciones
El Turismo de reuniones o Industria de Reuniones, incentivos, congresos (o conferencias) y exposiciones (conocido por las iniciales MICE en inglés (meetings, incentives, conferencing, exhibitions), es un tipo de turismo, concretamente, un subtipo del turismo de negocios, en el que se reúnen grandes grupos, normalmente planeados con mucha antelación. También se emplean expresiones con uno, dos o tres de los elementos citados, como «turismo de reuniones, congresos y exposiciones» o «turismo de exposiciones y congresos», así como «turismo de eventos». En inglés, ha habido una tendencia reciente por parte de la industria de prescindir de las iniciales MICE en favor de la expresión meetings industry («industria de las reuniones»). Los «incentivos» se refieren a los viajes de incentivo, una gratificación de trabajo que pretende motivar a los trabajadores.
La industria del turismo MICE comprende recintos tales como los centros de convenciones, las salas de espectáculos, edificios históricos con infraestructuras de conferencia, hoteles de clase superior que proponen seminarios, sus proveedores (empresas de catering, intérpretes, decoradores de salas, empresas de alquiler de mobiliario o de vehículos), agentes de viajes especializados y sus clientes: organizaciones nacionales e internacionales, oficinas, empresas y asociaciones que organizan reuniones con regularidad, empresas que ofrecen viajes de incentivo a sus empleados o socios comerciales, organizadores de ferias, etc.